# Era mio figlio
Era mio figlio (The Last Full Measure) è un film del 2020 scritto e diretto da Todd Robinson.
Il film narra dell'inchiesta dell'avvocato del Pentagono Scott Huffman volta all'assegnazione della Medal of Honor postuma al paracadutista-soccorritore dell'Air Force William Hart Pitsenbarger a seguito del suo eroico sacrificio durante la guerra del Vietnam, che salvò la vita a moltissimi uomini e valse, in un primo tempo, a Pitsenbarger l'assegnazione della Air Force Cross.

## Trama
1999, Washington. Scott Huffman è un giovane avvocato in carriera del Pentagono. Riceve la visita di Thomas Tulley, veterano della guerra del Vietnam, che lo avvicina affinché inizi un'inchiesta che porti il Congresso degli Stati Uniti ad assegnare al paracadutista-soccorritore dell'US Air Force William Hart Pitsenbarger, caduto in guerra nel 1966, la Medal of Honor postuma, per la quale Tulley, all'epoca suo commilitone e miglior amico, lo aveva candidato, ottenendo però l'assegnazione della sola Air Force Cross. Dopo una prima risposta negativa di Huffman, Tulley si rivolge al suo superiore, il segretario all'aviazione Whit Peters e questi rinnova la richiesta a Huffman che, spinto dal collega Carlton Stanton, accetta, con la prospettiva di lasciare la pratica a breve al suo successore: Peters, infatti, si è appena dimesso e Huffman, in quanto membro del suo staff, pianifica di lasciare presto il suo posto verso prospettive di carriera più ambiziose.
Dopo aver conosciuto Frank e Alice Pitsenbarger, genitori di William, Scott inizia a raccogliere le testimonianze dei reduci della divisione Big Red One che furono salvati da Will, entrando in contatto con Ray Mott, Jimmy Burr e il comandante Billy Takoda, il quale, sbagliando nel comunicare le coordinate della sua divisione nella giungla, la fece cadere in un'imboscata e al centro del fuoco incrociato tra l'artiglieria americana e quella vietnamita, rendendo necessario l'intervento dell'Air Force e, di conseguenza, il sacrificio di Pitsenbarger. La raccolta di tutte queste testimonianze, l'avvicinamento ai genitori di Pitsenbarger e le esortazioni di sua moglie Tara e del figlio Luke, inducono man mano Scott a prendere sempre più a cuore la pratica per l'assegnazione del giusto riconoscimento a Will finché, recatosi in Vietnam, conosce il reduce eremita Chauncy Kepper, che ha creato un luogo di raccolta nell'esatto punto in cui Pitsenbarger era sceso dall'elicottero per salvare quella divisione: questo fa definitivamente prendere a Scott la decisione di mantenere su di sé l’onere dell’inchiesta e rinunciare a un lavoro assai più rilevante.
Nelle fasi finali dell'inchiesta, Scott e Tulley scoprono che l'assegnazione dell'Air Force Cross in luogo della Medal of Honor era stata dovuta a una negligenza dell'allora colonnello Madison Holt, colui che aveva ordinato a Takoda di condurre la sua divisione proprio in quel tratto di giungla e aveva occultato le richieste di assegnazione della Medal. I due rintracciano Holt, ora senatore, e Huffman incontra le resistenze di Stanton, collaboratore dello stesso Holt, ma quest'ultimo decide di lottare per presentare al Congresso una mozione per revisionare l'assegnazione della medaglia. L'intento trova gli ostacoli del senatore Martin Clayborne, avversario di Holt, ma una dichiarazione fatta alla stampa da parte di Scott, in cui cita nomi e cognomi delle persone coinvolte, ha l'effetto desiderato di far riesaminare la questione al Congresso e, infine, la Medal of Honor viene assegnata da Peters ai genitori di Pitsenbarger.

## Produzione
Le riprese del film sono iniziate nel marzo 2017 e si sono svolte tra Atlanta e Costa Rica, per poi spostarsi in Thailandia nel mese di agosto.

## Promozione
Il primo trailer del film viene diffuso il 25 novembre 2019.

## Distribuzione
La pellicola, che ha avuto una proiezione speciale gratuita per i reduci della guerra del Vietnam a Westhampton Beach nell'ottobre del 2019, è stata distribuita nelle sale cinematografiche statunitensi a partire dal 24 gennaio 2020.
In Italia, il film era inizialmente previsto in uscita nelle sale italiane il 2 aprile 2020 ma in seguito è stato reso disponibile direttamente on demand il 1º settembre dello stesso anno.

### Divieti
Negli Stati Uniti il film è stato vietato ai minori di 17 anni per la presenza di "linguaggio non adatto e violenza di guerra".